# Скороходов, Алексей Александрович
Алексей Александрович Скороходов (1868—1924) — томский педагог и общественный деятель, член III Государственной думы от Томской губернии.

## Биография
Уроженец города Плёса Костромской губернии. Образование получил в Комиссаровском техническом училище в Москве, которое окончил в 1889 году со званием «техника по механическому делу».
По окончании училища служил на волжских машиностроительных заводах, а в 1893 году занял должность преподавателя и заведующего мастерскими Кулибинского пятиклассного ремесленного училища в Нижнем Новгороде. В 1896 году был приглашён занять должность инспектора нового ремесленного училища в Томске. Дослужился до чина надворного советника.
Принимал деятельное участие в общественной жизни города Томска. Будучи домовладельцем, в 1902—1905 годах избирался гласным Томской городской думы. В 1898 году стал одним из учредителей Томского общества любителей спорта. Состоял членом совета Общества попечения о начальном образовании, членом Общества вспомоществования учащим и учившим и Томского отделения Русского технического общества. После провозглашения Октябрьского манифеста вступил в партию кадетов.
2 ноября 1908 года на дополнительных выборах от 1-го съезда городских избирателей избран в Государственную думу на место отказавшегося (по болезни) Ф. И. Милошевского. Входил во фракцию кадетов, участвовал в работе Сибирской парламентской группы. Состоял членом комиссий: о путях сообщения, по делам православной церкви, по переселенческому делу, по старообрядческим вопросам и об охоте.
По окончании срока полномочий III Государственной думы занялся банковской деятельностью. В Гражданскую войну участвовал в Белом движении на востоке России. В 1918 году был назначен товарищем министра финансов Омского правительства адмирала Колчака, в каковой должности состоял до 1 января 1919 года. Также был членом Государственного экономического совещания.
В эмиграции в Харбине был председателем кружка искусств Христианского союза молодых людей. Умер в 1924 году.